# Yuigon

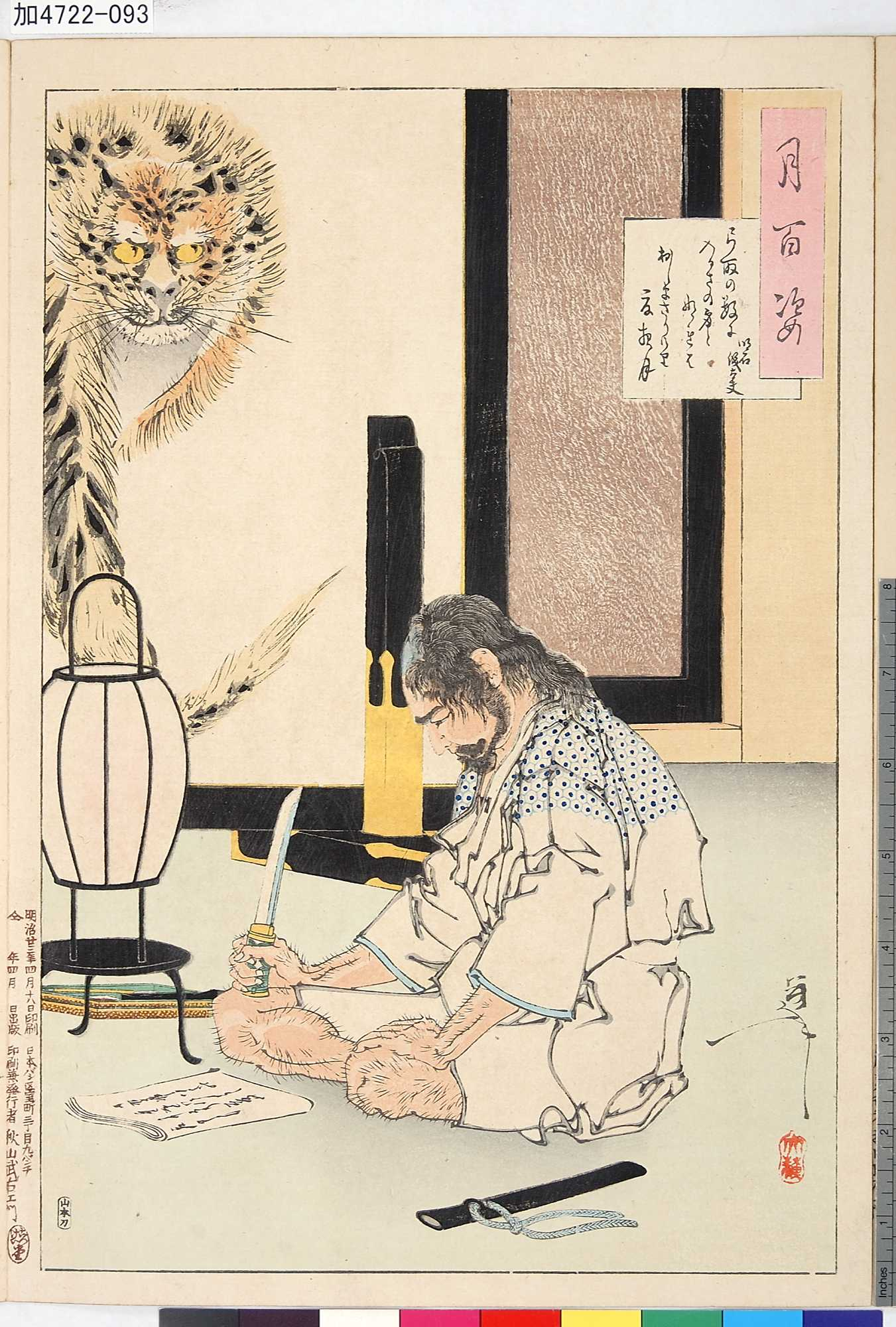
Grabado del general Akashi Gidayu escribiendo su poema yuigon o zeppitsu de despedida antes de realizar seppuku.

Previamente a cometer seppuku, se bebía sake y se componía un último poema de despedida casi siempre sobre el dorso del tessen o abanico de guerra. 
La práctica de escribir una declaración final, sin premeditación en forma de poema en los últimos instantes de la vida, surgió en China y se extendió a Japón. Esta práctica  se conocía con los nombres de zeppitsu (‘última pincelada’) o yuigon (lit. ‘declaración que uno deja atrás’), esta última palabra posee connotaciones budistas. 
El yuigon o zeppitsu eran las palabras propias de la persona que iba a quitarse la vida, no citas, y resumía sus pensamientos y emociones en el momento en el que iba a suicidarse.

## Yuigon de despedida antes de cometer seppuku
Yuigon escrito por Minamoto no Yorimasa, poeta y samurái del clan de los Minamoto al que se considera el primero en realizar seppuku, la práctica del suicidio ritual:

Como un árbol fosilizado
del que no se esperan flores
triste ha sido mi vida
destinada a no producir ningún fruto.
Minamoto no Yorimasa.

En 1180, a principios del verano, los Minamoto, clan samurái fiel al emperador japonés Go-Shirakawa, entablaron batalla en el río Uji-Gawa con las tropas del clan Taira, estas últimas los derrotaron contundentemente. 
En su huida, Minamoto no Yorimasa se refugió en el monasterio Byodo-In. Viendo la causa perdida, decidió evitar el deshonor de caer prisionero en manos de los Taira y pidió al joven samurái Watanabe Choojitsu Tonao que lo decapitara. El joven samurái le dijo que no era capaz de hacer eso a su amigo y jefe, que solo podría hacerlo una vez que ya estuviera muerto. Entonces, Yorimasa bebió sake, escribió un poema de despedida, cogió su espada y la hundió en su vientre; después Tonau lo decapitó, ató su cabeza a una piedra y cruzó a través de las filas enemigas hasta llegar a la parte más profunda del río donde la arrojó para que nadie la encontrara, puesto que era costumbre entre los samurái cortar la cabeza de los enemigos a los que se les daba muerte en combate para presentarla como prueba y cobrar la recompensa.
- Datos: Q6170474